# Cornul abundenței

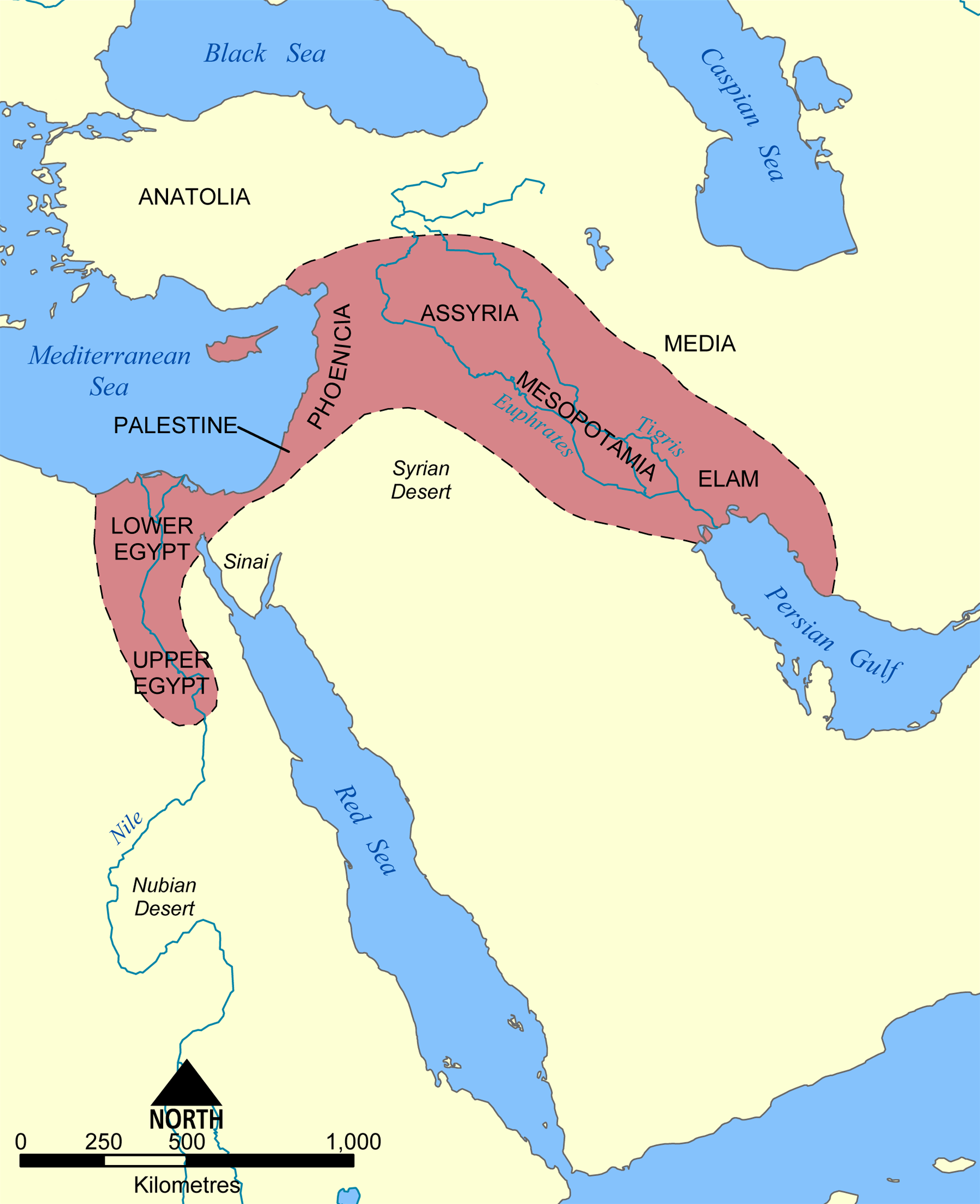
Zona generală în care este definit Cornul Abundenței

Cornul abundenței (denumită în unele manuale și Semiluna Fertilă, sau în alte limbi Creșcentul Fertil) este o regiune fertilă din orientul apropiat, are formă de semilună și un climat relativ umed, delimitată de climatul secetos al Deșertului Sirian la sud și de ținutul muntos din Anatolia la nord. A fost creată de inundațiile râurilor Eufrat, Tigru și Nil. Regiunea este considerată „leagănul civilizației”, având în vedere dezvoltarea primelor civilizații umane și este locul nașterii scrisului și roții. Având originea în studiul istoriei antice, conceptul s-a dezvoltat repede și astăzi a devenit semnificativ în geopolitica internațională și în relațiile diplomatice.
Cornul abundenței este o arie cu teren relativ fertil care probabil avea în trecut un climat mai productiv din punct de vedere agricol decât în prezent. Regiunea se întinde de la Babilonia și Elamul adiacent (provincia sud-vestică Persia, numită și Susiana) urcă pe Tigru și Eufrat până în Asiria. De la Munții Zagros, la est de Asiria, continuă spre vest prin Siria până în Marea Mediterană și se extinde spre sudul Levantului. Valea Nilului din Egipt este adesea inclusă ca o extindere ulterioară a Cornului abundenței.
Țările actuale cu teritorii semnificative cuprinse în Cornul abundenței sunt: Irak, Siria, Liban, Israel, Palestina, Iordania, Egipt, Cipru, precum și zone de graniță ale Turciei și Iranului.
Termenul de „corn al abundenței” sau „semiluna fertilă” a fost introdus pentru prima dată de către arheologul James Henry Breasted de la Universitatea din Chicago, în Arhivele antice egiptene, circa 1900. Locul a fost numit astfel datorită solului fertil și formei sale de corn sau semilună.

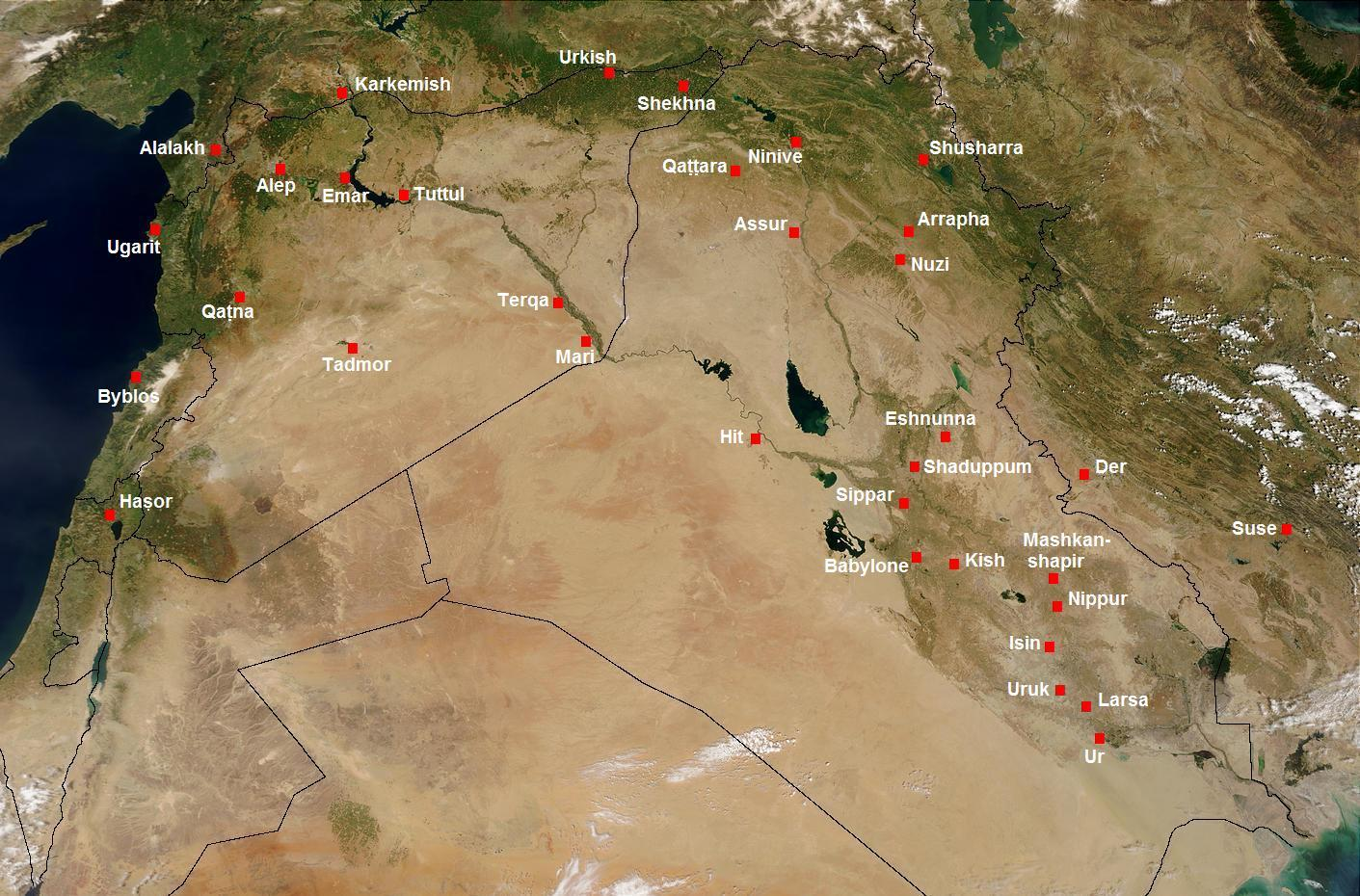
Orașe-stat din cornul abundenței în mileniul al II-lea î.e.n.

## Geografie
Chiar dacă importanța cursurilor de apă în dezvoltarea civilizației din cornul abundenței era majoră, acestea nu au fost singurii factori ai precocității zonei. Regiunea este importantă ca fiind podul dintre Africa și Eurasia. Rolul de punte a permis cornului abundenței să rețină o mai mare biodiversitate decât Europa sau Africa de Nord, unde schimbările climatice din timpul Erei glaciare au condus la extincții repetate, prin faptul că ecosistemele au devenit tot mai restrânse lângă apele Mării Mediterane. Acest pod al Orientului Mijlociu este de o importanță deosebită în distribuția florei și faunei Lumii vechi, inclusiv răspândirea umanității.
Faptul că această arie a luat naștere în toiul divergențelor tectonice dintre plăcile Africană și Arabică, iar convergența plăcilor Arabică cu cea Eurasiatică a făcut această regiune foarte diversificată — de la munți înalți acoperiți de zăpezi, la întinse bazine aluvionare și platouri de deșert — a crescut biodiversitatea mai mult și a favorizat supraviețuirea în timpuri istorice a unor specii nemaîntâlnite altundeva.

### Climă și vegetație
Cornul abundenței avea un climat diversificat, iar multiplele schimbări climatice au încurajat evoluția mai multor plante anuale, care produc mai multe semințe hrănitoare decât plantele perene. În același timp, varietatea de forme geografice a dat naștere multor specii de plante comestibile datorate experimentelor în cultivarea primitivă. Cel mai important, cornul abundenței a posedat strămoșii sălbatici ai celor 8 plante fundamentale cultivate în Neolitic, semnificative în agricultura primitivă (predecesori pentru grâu, orz, in, mazăre, linte, năut), și 4 din cele 5 cele mai importante animale domesticite: vaca, capra, oaia, porcul, al cincilea fiind calul, care trăiau în apropiere.